# The Best of Testament
The Best of Testament es el primer álbum recopilatorio de la banda de thrash metal estadounidense Testament, lanzado el primero de marzo de 1996 por la discográfica Atlantic Records. Las canciones recorren los siete años de carrera de la banda, partiendo en 1987 con The Legacy hasta 1994 con Low. 
En la edición japonesa del álbum, se incluyeron las canciones "Sails of Charon" y "Draw the Line", versiones de Scorpions y Aerosmith respectivamente, posteriormente relanzadas en la compilación Signs of Chaos.

## Lista de canciones
1. "Over the Wall" de The Legacy (1987) - 4:04
2. "The New Order" de The New Order (1988) - 4:25
3. "Sins of Omission" de Practice What You Preach (1989) - 5:00
4. "Electric Crown" de The Ritual (1992) - 5:31
5. "The Legacy" de Souls of Black (1990) - 5:30
6. "Burnt Offerings" de The Legacy (1987) - 5:03
7. "Practice What You Preach" de Practice What You Preach (1989) - 4:54
8. "Hail Mary" de Low (1994) - 3:32
9. "Trial by Fire" de The New Order (1988) - 4:14
10. "Alone in the Dark" de The Legacy (1987) - 4:01
11. "Disciples of the Watch" de The New Order (1988) - 5:05
12. "Greenhouse Effect" de Practice What You Preach (1989) - 4:52
13. "Low" de Low (1994) - 3:33
14. "Souls of Black" de Souls of Black (1990) - 3:22
15. "Return to Serenity" de The Ritual (1992) - 6:25

Bonus track japonés
1. Sails of Charon (versión de Scorpions)
2. Draw the Line (versión de Aerosmith)

## Créditos
- Chuck Billy: Vocales
- Alex Skolnick: Guitarra principal
- James Murphy: Guitarra principal (pistas 8 y 13)
- Eric Peterson: Guitarra rítmica
- Greg Christian: Bajo
- Louie Clemente: Batería
- John Tempesta: Batería (pistas 8 y 13)[2]